# (24763) 1993 DV2
1993 دي في 2 (ويعرف أيضًا باسم (24763) 1993 دي في 2 وفق تسمية الكوكب الصغير) (بالإنجليزية: 1993 DV2)‏ هو كويكب ضمن حزام الكويكبات؛ وترتيبه 24763 من حيث الاكتشاف.
اكتُشف هذا الجُرم الفلكي بواسطة إيريك والتر إلست في 20 فبراير 1993.

## وصلات خارجية
- (24763) 1993 DV2 في قاعدة بيانات مختبر الدفع النفاث لأجرام النظام الشمسي الصغيرة

- الاكتشاف · مخطط المدار ·  العناصر المدارية · المعلمات المادية

- (24763) 1993 DV2 على موقع ويكي سكاي: DSS2, SDSS, GALEX, IRAS, Hydrogen α, X-Ray, Astrophoto, Sky Map, Articles and images